# Конституция Карачаево-Черкесской Республики
Конституция Карачаево-Черкесской Республики (карач.-балк. Къарачай-Черкес Республика Конституция, кабард.-черк. Къэрэшей-Шэрджэс Республикэм и Конституцэ, абаз. Къарча-Черкес Республика аКонституция, ног. Карашай-Шеркеш Республика Конституция) — основной закон Республики Карачаево-Черкесия в составе Российской Федерации.
Принята Народным Собранием (Парламентом) 5 марта 1996 г., действует с изменениями от 24 апреля 1999 г., 12 июля, 30 августа, 17 октября, 27 ноября 2000 г., 14 июня 2001 г., 27 мая, 22 декабря 2003 г., 21 июня 2004 г., 19 декабря 2005 г., 19 июля 2006 г.
Состоит из:
- преамбулы «Мы, депутаты Народного Собрания (Парламента) Карачаево-Черкесской Республики, осознавая свою ответственность перед народами многонациональной Карачаево-Черкесской Республики, объединившей в ходе исторического развития единой судьбой абазин, карачаевцев, ногайцев, русских, черкесов и граждан других национальностей, в единую Республику, признавая Республику неотъемлемой частью Российской Федерации и её многонационального народа, утверждая права и свободы человека, гражданский мир и согласие, исходя из высокой ответственности перед нынешним и будущими поколениями, уважая права и законные интересы каждого народа, заботясь о сохранении и самобытном развитии всех народов, проживающих на территории Карачаево-Черкесии и стремясь обеспечить их благополучие и процветание, а также, исходя из общепризнанных принципов равноправия и самоопределения народов, принимаем Конституцию Карачаево-Черкесской Республики»
- 2 разделов
- 11 глав
- и 115 статей

## Историческая справка
Конституция Карачаево-Черкесской Республики принята 5 марта 1996 года. Всего внесено около 25 поправок. 29 декабря 2005 года президент Карачаево-Черкесии подписал Указ об образовании временной территориальной государственной администрации Абазинского района. Этим же Указом назначен глава временной администрации Уали Евгамуков и обозначен 15-дневный срок утверждения структуры и штатного расписания администрации. В связи с этим были внесены поправки в Конституцию. Но его образование затягивается. Также были внесены поправки о избрании Президента Республики. Конституция соответствует федеральному законодательству. Её текст издан для населения Республики.